# Time (píseň, Pink Floyd)
„Time“ je čtvrtá skladba z alba The Dark Side of the Moon, které roku 1973 vydala britská progressive rocková skupina Pink Floyd. Jde o jedinou z alba, na které se autorsky podíleli všichni členové skupiny. Je také významná díky své dlouhé pasáži na začátku, kde bijí a zvoní hodiny; ta byla nahraná jako kvadrofonický pokus Alana Parsonse, ne zcela specificky pro toto album.

## Sestava
- David Gilmour – kytary, zpěv
- Roger Waters – baskytara
- Nick Mason – bicí
- Richard Wright – varhany Farfisa, elektrické piano Wurlitzer, VCS3 syntezátor a zpěv
- Doris Troy – doprovodné vokály
- Lesley Duncan – doprovodné vokály
- Liza Strike – doprovodné vokály
- Barry St. John – doprovodné vokály